# Oötidogenese
De oötidogenese is het proces bij vrouwelijke dieren, waarbij door meiose de primaire oöcyt overgaat in een oötide.
Hoewel het proces in het prenatale stadium begint, stopt het bij de profase van meiose I. Aan het eind van het foetale leven zijn alle primaire oöcyten in dit stadium gekomen, hetgeen het dictyotaan genoemd wordt. Pas na de de eerste menstruatie ontwikkelen ze verder in secundaire oöcyten, echter slechts enkele tegelijk bij iedere menstruatiecyclus.

## Celtypen
| Celtype          | ploïdie/chromosomen | chromatiden | Proces                                    | Tijdstip volgroeid exemplaar                  |
| Oögonium         | diploïd/46          | 2N          | Oöcytogenese (mitose)                     | derde trimester                               |
| primaire oöcyt   | diploïd/46          | 2N          | Oötidogenese (meiose I) (Folliculogenese) | Dictyotaan in profase I tot ovulatie          |
| secundaire oöcyt | haploïd/23          | 2N          | Oötidogenese (meiose II)                  | Blijft in rust in metafase II tot bevruchting |
| Oötide           | haploïd/23          | 1N          | ?                                         | Minuten na bevruchting                        |
| Ovum             | haploïd/23          | 1N          |                                           |                                               |